# Fungos-ambrosia
Fungos-ambrosia são fungos simbiontes dos besouros-ambrosia, incluindo a broca-de-tiro-do-chá.
Existem algumas dezenas de espécies descritas de fungos-ambrosia, atualmente colocadas em gêneros polifiléticos Ambrosiella, Rafaellea e Dryadomyces (todos de Ophiostomatales, Ascomycota). Provavelmente ainda há muitas outras espécies a serem descobertas. Pouco se sabe sobre a ecologia dos fungos-ambrosia, bem como sobre sua especificidade para espécies de besouros-ambrosia. Acredita-se que os fungos-ambrosia sejam dependentes do transporte e da inoculação fornecidos por seus besouros simbiontes, pois não foram encontrados em nenhum outro habitat. Todos os fungos ambrosia são provavelmente assexuados e clonais.
Os membros da espécie Euwallacea fornicatus têm um mutualismo promíscuo com fungos-ambrosia em Taiwan. Foi feita uma investigação sobre E. fornicatus que revelou simbioses com o clado AFC-Fusaria ambrosial. A variedade de fungos-ambrosia utilizados por E. fornicatus mostra como sua relação é promíscua em áreas nativas.